# Baowu
Baowu of China Baowu (Chinees: 中国宝武钢铁集团), voluit de China Baowu Steel Group, is een grote Chinese groep van staalbedrijven en in 2020 de grootste staalproducent ter wereld met een productie van 115 miljoen ton. De groep ontstond in december 2016 uit de fusie van Baosteel en Wuhan Iron & Steel. In 2021 stond het op plaats 72 in de Fortune Global 500. Het staatsbedrijf dat algemeen bekendstaat als Baowu is gevestigd in de stad Shanghai.

## Activiteiten
De groep bestaat uit verschillende subgroepen met volgende staalfabrieken:
| Bedrijf                                   | Plaats        | Startjaar | Activiteit                                      | Ruwstaalcapaciteit/jaar               |
| ----------------------------------------- | ------------- | --------- | ----------------------------------------------- | ------------------------------------- |
| China Baowu Group                         |               |           |                                                 |                                       |
| Bayi Steel                                | Ürümqi        | 1951      | platen, draad                                   | 5,9 mt                                |
| Guangxi Steel                             | Fangchenggang | 2020      | plaatstaal                                      | 6,3 mt (hier zou nog 2,1 mt bijkomen) |
| Baosteel Desheng Stainless Steel          | Fuzhou        |           | roestvast staal                                 | 3,22 mt                               |
| Baosteel Group                            |               |           |                                                 |                                       |
| Shanghai Baoshan Steel                    | Shanghai      | 1977      | plaatstaal, buizen, profielen                   | 16,2 mt                               |
| Baosteel Special Steel (Shanghai n°5)     | Shanghai      | 1958      | platen, staven, buizen, profielen               | 500 kt                                |
| Shanghai Meishan Steel                    | Nanjing       | 1969      | plaatstaal, profielen, buizen                   | 7,66 mt                               |
| Wuhan Steel                               | Wuhan         | 1955      | plaatstaal, platen, staven, draad               | 15,9 mt                               |
| Zhanjiang Steel                           | Zhanjiang     | 2011      | plaatstaal, platen                              | 12,5 mt                               |
| Echeng Steel                              | Ezhou         | 1958      | staven, profielen, verenstaal, hogesterktestaal | 4,4 mt                                |
| WISCO Group                               |               |           |                                                 |                                       |
| Xiangyang Heavy Equipment Materials Steel | Xiangyang     | 1998      | verenstaal, staven, profielen                   | 500 kt                                |
| WISCO Group Kunming Steel                 |               |           |                                                 |                                       |
| Kunming Yuxi Xinxing Steel                | Yuxi          | 1999      | plaatstaal, staven, draad, buizen               | 2 mt                                  |
| Kunming Honghe Steel                      | Yuguopu       | 2004      | plaatstaal, staven, draad, buizen               | 1,15 mt                               |
| Kunming Anning Steel                      | Anning        | 2012      | plaatstaal, staven, draad, buizen               | 2,55 mt                               |
| Kunming New District Branch Steel         | Anning        | 2012      | plaatstaal, staven, draad, buizen               | 2,8 mt                                |
| Guangdong Shaoguan Steel Group            |               |           |                                                 |                                       |
| SGIS Songshan                             | Shaoguan      | 1997      | platen, staven, draad                           | 8 mt                                  |
| Masteel Group                             |               |           |                                                 |                                       |
| Masteel                                   | Ma'anshan     | 1953      | plaatstaal, platen, staven, profielen, draad    | 17,6 mt                               |
| Xinjiang Tianshan                         |               |           |                                                 |                                       |
| Xinjiang Bazhou Steel                     | Bayin'gholin  | 2010      | plaatstaal, staven, profielen, draad, buizen    | 2 mt                                  |
| Xinjiang Yili Steel                       | Ili           | 1958      | staven, draad                                   | 1 mt                                  |
| Taiyuan Steel Group                       |               |           |                                                 |                                       |
| Taiyuan Stainless Steel                   | Taiyuan       | 1997      | roestvast-, hogesterktestaal                    | 12,9                                  |
| Chongqing Changshou Steel                 |               |           |                                                 |                                       |
| Chongqing Steel                           | Chongqing     | 1997      | plaatstaal, platen, staven, draad               | 8,4 mt                                |

Naast de productie van staal heeft Baowu ook onderdelen die actief zijn in de mijnbouw en investeringsmaatschappijen.

## Geschiedenis

### Baoshan

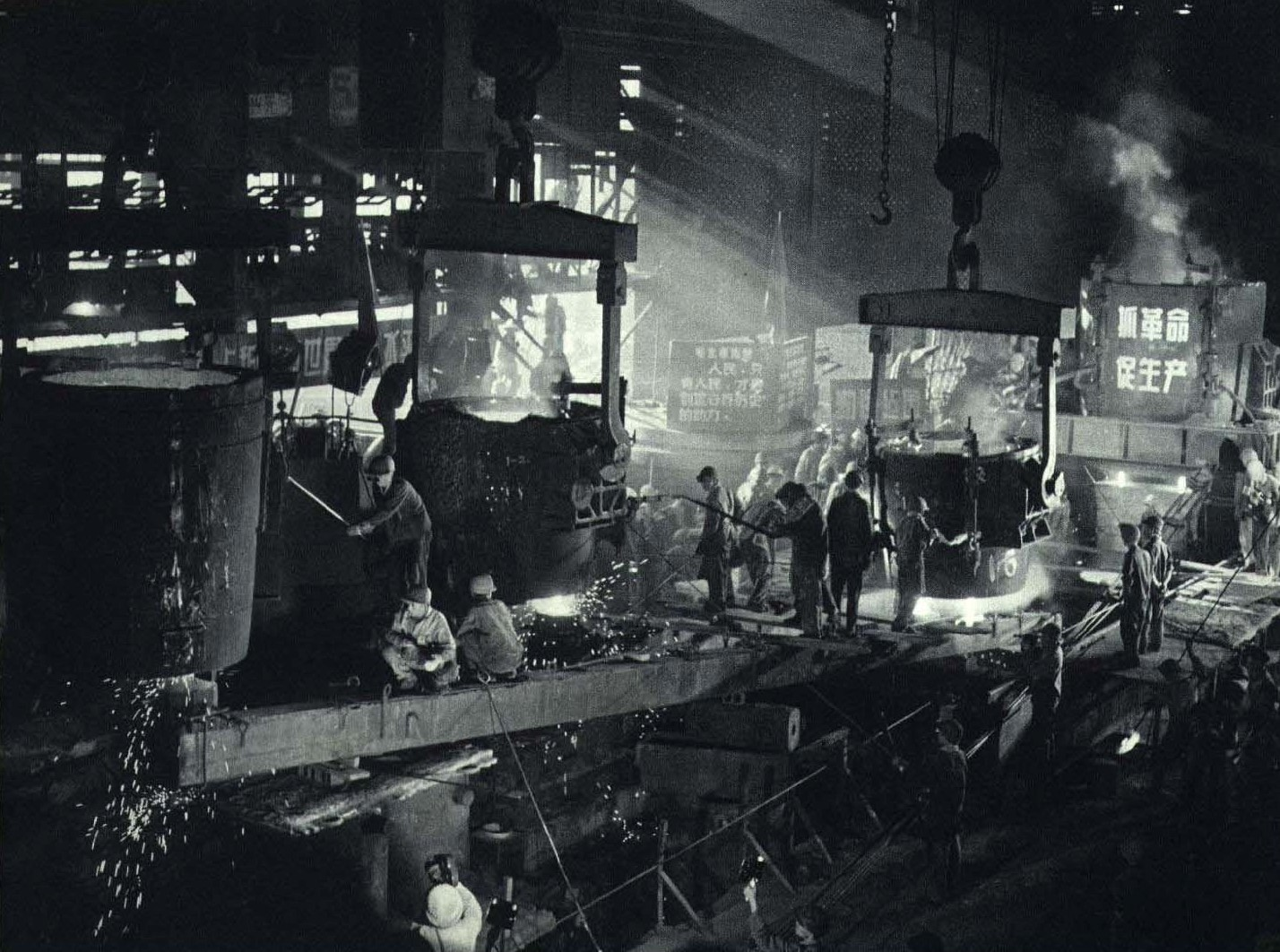
De Derde IJzer- en Staalfabriek van Shanghai die onderdeel werd van Baoshan Steel.

Na het mislukken van de Grote Sprong Voorwaarts begon de Chinese overheid eind jaren 1970 economische hervormingen door te voeren. In 1978 bezocht leider Deng Xiaoping in Japan de Staalfabrieken van Kimitsu. Hij vroeg de directeur van Nippon Steel te helpen om een dergelijke fabriek in China te bouwen. Met machines en ondersteuning van Nippon Steel werd in district Boashan van Shanghai een grote moderne geïntegreerde staalfabriek gebouwd en in 1978 werd Shanghai Baoshan Iron and Steel opgericht. In 1985 werd de fabriek in bedrijf gesteld. Ze moest volgens de plannen 6 miljoen ton staal per jaar gaan produceren.
Het bedrijf profiteerde van de sterk groeiende Chinese economie dat voor een sterke vraag naar staal zorgde. Anderzijds zorgde liberalisering voor meer concurrentie, zowel vanuit het binnen- als het buitenland. Daarom begon Baoshan ook uit te voeren, wat vooral in Zuid-Korea aansloeg. In 1997 werd het bedrijf werd getroffen door de Aziatische financiële crisis maar bleef gezond en begon verlieslatende staatsbedrijven over te nemen.

### Baosteel
Op 17 november 1998 nam de groep de Shanghai Metallurgical Holding Group en de Shanghai Meishan Group over. Die omvatte ook Shanghai Meishan Mining, een grote ijzerertsmijn nabij Shanghai, en een joint venture voor roestvast staal met het Duitse ThyssenKrupp. Samen vormden ze de Shanghai Baosteel Group. De Baosteel-groep was toen de grootste staalproducent van China met een jaarproductie van zo'n 20 miljoen ton. In 2000 werd dochteronderneming Baoshan Iron & Steel opgericht dat op 17 december dat jaar een beursnotering kreeg aan de Beurs van Shanghai. Dit bedrijf bezat initieel een van de staalfabrieken maar nam sindsdien verschillende fabrieken over binnen en buiten de groep. Het was de grootste beursgang in China tot dan toe met een opbrengst van 7,7 miljard yuan.
In 2000 werd dochteronderneming Baosteel Co. naar de Beurs van Shanghai gebracht. In 2001 ging Baosteel een alliantie aan met de Shougang-groep en de Wuhan Iron & Steel groep. In 2007 werd 69,61 procent van Bayi Steel in het noordwesten van China overgenomen. Bayi produceerde op dat moment zo'n 3,5 miljoen ton staal per jaar.
In 2008 sloot het een overeenkomst met mijnbouwbedrijf BHP Billiton om gedurende tien jaar 94 miljoen ton ijzererts geleverd te krijgen aan een jaarlijks af te spreken prijs. In 2009 ging Baosteel ook samenwerken met het Australische mijnbouwbedrijf Aquila Resources. In 2014 kreeg het 85 procent van dit bedrijf in handen.
In 2011 bouwde de group een nieuwe staalfabriek met een capaciteit van 10 miljoen ton per jaar in de haven van Zhanjiang. In ruil zou de provincie Guangdong ruim 16 miljoen ton capaciteit sluiten. Ook Baosteel zelf zou 3 miljoen ton sluiten in thuisstad Shanghai. Het plan paste in China's doelstellingen om de overproductie in de staalindustrie terug te dringen en tegen 2015 40 procent van de productie naar de kust te verplaatsen om vervuiling en transportkosten te verminderen.
Nog in 2011 kreeg Baosteel kosteloos 51 procent van Shaoguan Steel (SGIS) van de provincie Guangdong. Ook dit paste in de overheidsplannen om de overcapaciteit terug te dringen. Gedurende de volgende jaren zou de groep op deze manier nog vele Chinese staalgroepen in handen krijgen. In 2016 werd een deel van de aandelen in Baosteel Co. kosteloos overgedragen aan verschillende partijen, waaronder de China National Petroleum Corporation.

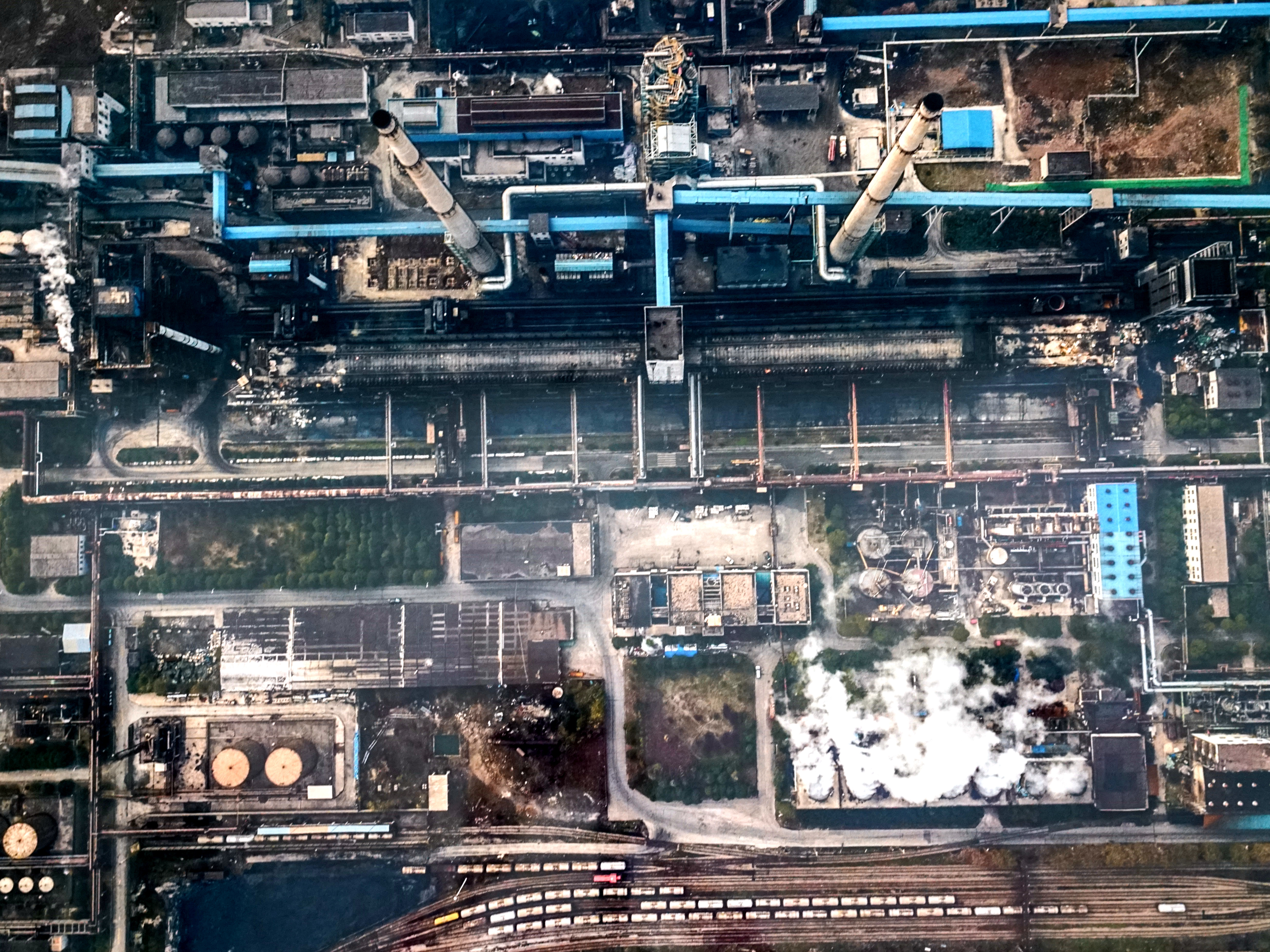
De staalfabriek van Wuhan Iron & Steel.

### Baowu
In december 2016 fuseerde Baosteel met het verlieslatende Wuhan Iron & Steel. De nieuw gevormde combinatie ging verder als China Baowu Steel Group. Baowu stak Hesteel voorbij als China's grootste staalproducent en werd na ArcelorMittal nummer twee wereldwijd met een productiecapaciteit van zo'n 60 miljoen ton, een omzet van circa 330 miljard yuan en 228.000 werknemers.
In 2019 kreeg Baowu kosteloos een meerderheidsbelang van 51 procent in Masteel van de provincie Anhui. Hierdoor werd Baowu bijna even groot als ArcelorMittal, de grootste staalproducent van de wereld. In 2020 bleef de vraag naar staal in China sterk terwijl deze elders leed onder de coronacrisis. ArcelorMittal's productie daalde met 19 procent terwijl die van Baowu met 21 procent toenam, tot 115 miljoen ton. Daarmee werd de Chinese staalproducent de grootste van de wereld.
Om niet te krimpen terwijl de overproductie in China werd teruggedrongen overwoog Baowu in 2019 twee hoogovens van Bayi Steel te verhuizen naar Phnom Penh in Cambodia. De twee hoogovens hebben samen een capaciteit van 3,1 miljoen ton per jaar.
In 2020 werd het kleine Xinjiang Yili Steel in het noordwesten van het land overgenomen. Het werd samen met Xinjiang Bazhou Steel ondergebracht in de daarvoor gecreëerde Xinjiang Tianshan-groep. Nog dat jaar kreeg de groep 51 procent van Taiyuan Steel (TISCO) van de provincie Shanxi. TISCO was China's op een na grootste producent van roestvast staal. Verder werd Chongqing Changshou Steel in centraal-China overgenomen. In 2021 volgde de Kunming Steel-groep in het zuiden. De provincie Yunnan droeg zonder kost 90 procent over. Wuhan Steel had in 2007 al een aandeel in Kunming Steel gekocht.